# 초격자
초격자(Superlattice)는 스퍼터같은 박막 제조장치가 개발되고 난 후에 만들어진, 자연에는 존재하기 어려운 물질로 합금의 상태가 이종의 두 금속을 교대로 적층하되 그 두께를 수 원자자층의 두께로 제어하여 만든 인공적인 특수 합금이다. 그 적층의 구조를 엑스선 회절실험으로 확인한다.
예로는 수직자기매질인 Co/Pd,Co/Pt,Ni/Pt등의 초격자 박막이 있다.

## 같이 보기
- 와니어 함수